# Universitätsbibliothek Budapest
Die Universitätsbibliothek Budapest (ungarisch: Egyetemi Könyvtár) ist die Bibliothek der Loránd-Eötvös-Universität Budapest (ELTE). Ihr Bestand umfasst rund 1,5 Millionen bibliographische Medieneinheiten.

## Geschichte

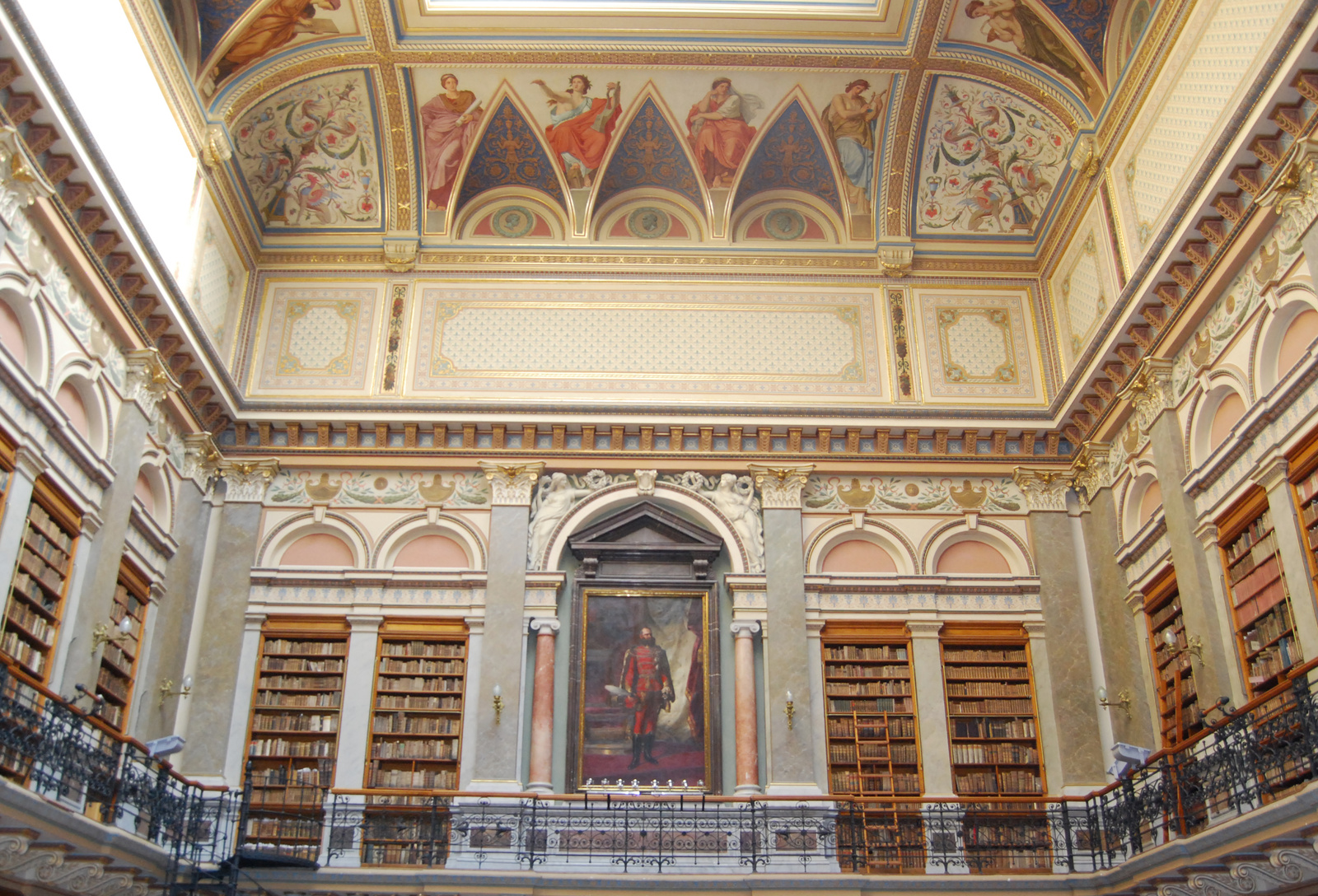
Prunksaal der Bibliothek

### Anfänge als Jesuitenbibliothek
Die Universitätsbibliothek Budapest ist die älteste Universitätsbibliothek Ungarns.
Die Bibliothek gehörte die ersten Jahrzehnte zum Jesuitenkolleg von Tyrnau (heute: Trnava) im damaligen Oberungarn. Die Gründung der Bibliothek fand 1561 durch den Graner Erzbischofs Miklós Oláh (1493–1568) statt. Erst 1635 ließ der damalige Erzbischof Péter Pázmány (1570–1637) die Universität Tyrnau gründen, und aus der Kollegsbibliothek wurde eine Universitätsbibliothek.

### Umzug nach Budapest
Universität samt Bibliothek wurden 1773 von Königin Maria Theresia säkularisiert, und beide wurden für staatlich und öffentlich erklärt. Beide Einrichtungen wurden 1777 nach Buda (Ofen), und 1784 schließlich nach Pest übersiedelt. Zu dieser Zeit zählte der Bibliotheksbestand rund 15.000 Bände. Zwischen 1780 und 1790 erhielt die UB großen Zuwachs aus ehemaligen Klosterbibliotheken unterschiedlichster römisch-katholischer Ordensgemeinschaften.
Zu Beginn des 19. Jahrhunderts war die Budapester Universitätsbibliothek die bedeutendste Bibliothek Ungarns und hatte auch Aufgaben als Nationalbibliothek zu erfüllen. Ihr Bestand wurde insofern durch Ankäufe verstärkt ausgebaut, bis es 1802 zur Gründung der heutigen Széchényi-Nationalbibliothek kam. Der Gesamtbestand der UB umfasste 1918 rund 520.000 Bände und 1945 rund 800.000 Bände. Durch Schriftentausch, Zukäufe und Pflichtexemplare ist ihr Bestand bis heute auf 1.500.000 Medieneinheiten angewachsen.
Im Jahr 2011 feierte die Universitätsbibliothek ihr 450-jähriges Jubiläum.

### Direktoren
Die Bibliothek hatte seit ihrer Verstaatlichung neunzehn Direktoren. In den ersten Jahren nach dem Umzug nach Buda gab es zwei Co-Direktoren. 1780 wurde Bretschneider zum Generaldirektor ernannt und Pray wurde sein stellvertretender Direktor. Der aus Sachsen stammende Bretschneider war überzeugter Josephinist und musste sich gegen den noch starken ideologischen Einfluss der Jesuiten stemmen. Er erstellte noch den ersten Bibliothekskatalog; nach vier Jahren jedoch, übernahm mit Pray wieder ein Jesuit die Leitung.
- György Lakits (1774–1780)
- Csapodi Lajos (1774–1777) und György Pray (1777–1780)

| - Heinrich Gottfried von Bretschneider (1780–1784) - György Pray (1784–1790) - Johann Julius Gabelhofer (1790–1794) - Stephan Schönwiesner (1794–1818) - Martin von Schwartner (1818–1822) - György Fejér (1822–1843) - Ferenc Toldy (1843–1874) - Árpád Horvát (1874–1876) - József Szinnyei (1877–1878) | - Sándor Szilágyi (1878–1899) - Sándor Máté (1899) - Zoltán Ferenczi (1899–1925) - Lőrinc Tetzel (1925–1926) - Iván Pasteiner (1926–1945) - László Mátrai (1945–1980) - G. Béla Németh (1980–1994) - László Szögi (seit 1995–2013) - Katalin Kálóczi (seit 2013) |

## Hauptgebäude
Die Zentralbibliothek der UB ist in ihrem Hauptgebäude am Franziskanerplatz (Ferenciek tere) im V. Budapester Bezirk Belváros-Lipótváros untergebracht. Das zwischen 1873 und 1876 vom ungarischen Architekten Antal Szkalnitzky im eklektizistischen Stil der Neorenaissance errichtete Haus war eines der ersten repräsentativen Gebäude der 1873 vereinten Stadt.

## Sammlungen und Bestände

### Allgemeine Sammlungen
Die Universitätsbibliothek verfügt neben der Zentralbibliothek über ein Netzwerk von acht Fakultätsbibliotheken und mehr als 50 Instituts- und anderen Fachbibliotheken, mit Schwerpunkten in den Bereichen Philosophie, allgemeine Psychologie, allgemeine Geschichte des Mittelalters und der Neuzeit, Religionsgeschichte, Religionswissenschaft, ungarische Literatur und ausländische Literatur.
Der Medienbestand bis 1900 umfasst rund 350.000 Bände, mit rund der Hälfte (174.500 Bände) in fremdsprachiger Literatur. Der Anteil deutschsprachiger Literatur bis 1900 beläuft sich auf insgesamt rund 15 % (52.000 Bände).

#### Fakultätsbibliotheken
- Fakultätsbibliothek der Rechtswissenschaftlichen Fakultät
- Fakultätsbibliothek der Heilpädagogischen Fakultät
- Fakultätsbibliothek der Philosophischen Fakultät
- Fakultätsbibliothek der Fakultät der Informatik
- Fakultätsbibliothek der Pädagogischen und Psychologischen Fakultät
- Fakultätsbibliothek der Grund- und Hauptschulpädagogischen Fakultät
- Fakultätsbibliothek der Naturwissenschaftlichen Fakultät
- Fakultätsbibliothek der Sozialwissenschaftlichen Fakultät

#### Fakultätsunabhängige Fachbibliotheken
- Bibliothek des Botanischen Gartens
- Bibliothek des interuniversitären Zentrums für Franko-Romanistik
- Bibliothek des Konfuzius-Instituts
- Bibliothek des Gothard Astrophysikalischen Observatoriums

### Besondere Sammlungen

#### Handschriften- und Rarasammlung

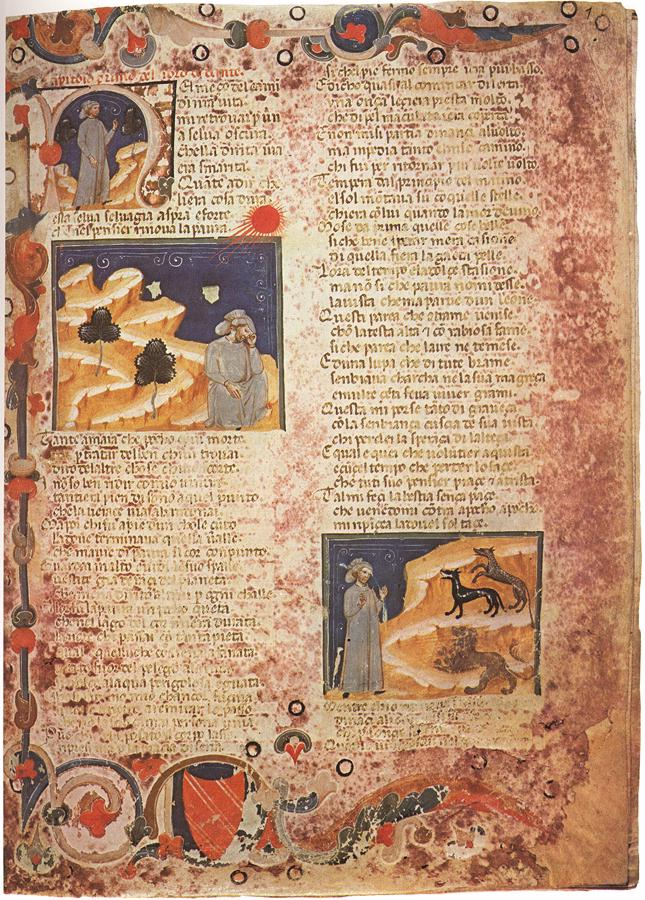
Dante-Kodex aus Die Göttliche Komödie (ca. 1340)

Die Fachgebiet-übergreifenden Bestände der Handschriften- und Rarasammlung der Universitätsbibliothek Budapest gelten als eines der bedeutendsten akademischen Zentren der ungarischen und europäischen Kulturgeschichte.
Das Handschriftenarchiv umfasst eine Kodex-Sammlung von knapp zweihundert, vor allem lateinischen Kodizes, Handschriften aus der sogenannten Fachsystem-Sammlung der einzelnen Fakultätsbibliotheken, sowie Quellensammlungen jesuitischer Historiker, und eine Sammlung der Zunftbriefe (Litterae Coehales).
Die Rarasammlung setzt sich zusammen aus der bedeutendsten Inkunabel-Sammlung Ungarns mit über 1.000 bibliographischen Einheiten, der „Alten Ungarischen Bibliothek“ (RMK) mit rund 2.000 bibliographische Einheiten und der „Rariora Hungarica Sammlung“ mit seltener ungarischen Literatur des Mittelalters. Außerdem zur Rarasammlung gehören die Stich-, Landkarten- und Landschaftsbilder-Sammlungen, die Sammlung der Kleindrucke, die Sammlung der Parteigeschichte, und eine Mikrofilmsammlung.

#### Alte Drucke
Insgesamt rund 65.000 Bände im Bestand der Alten Drucke sind Teil des Altbestands, also aus den Zeiten vor der Säkularisierung der Universitätsbibliothek im Jahr 1777. Die Universitätsbibliothek besitzt aus dem 16. Jahrhundert rund 9.600 bibliographische Einheiten, aus dem 17. Jahrhundert fast 11.000 bibliographischen Einheiten und aus dem 18. Jahrhundert circa 45.000 bibliographischen Einheiten.